# Wilhelm Fabricius (historien, 1861)
Pour les articles homonymes, voir Fabricius.
Ne doit pas être confondu avec Wilhelm Fabricius (historien, 1857).
Wilhelm Fabricius (né le 9 janvier 1861 à Darmstadt et mort le 24 octobre 1920 dans la même ville) est un historien allemand.

## Biographie
Fabricius est le fils de l'homme politique financier et statisticien August Fabricius (de) et le frère cadet de l'historien Ernst Fabricius (de). Il obtient son Abitur dans un lycée de Strasbourg. En 1888, il obtient son doctorat à l'Université empereur-Guillaume Strasbourg avec une thèse sur le géographe hellénistique Strabon. En raison d'une paralysie causée par une maladie de la moelle épinière, Fabricius a toujours besoin de soins.
Ses publications les plus importantes comprennent quatre cartes principales (en 14 feuilles) du Geschichtlichen Atlasses der Rheinprovinz et cinq volumes d'explications pour cet atlas, qu'il compile à partir de 1894 pour le compte de la Société d'histoire rhénane. Elle est considérée comme la première série de cartes sur l'histoire de la Rhénanie qui satisfait aux exigences critiques historiques et qui est révolutionnaire sur le plan méthodologique. Lors du choix de la zone à travailler, il ne s'est pas orienté sur le grand nombre de territoires du Saint-Empire, mais sur l'unité administrative relativement jeune de la province de Rhénanie, dans le cadre de laquelle un sentiment d'appartenance rhénan a pu se développer. Le travail de Fabricius constitue la base de l'atlas manuel publié par Hermann Aubin (de) et Joseph Nießen (de) en 1926, qui est réédité dans une version étendue en 1950 en tant que Geschichtlicher Handatlas der deutschen Länder am Rhein. Le Geschichtlicher Atlas der Rheinlande (de) s'appuie sur ces représentations plus anciennes.
Fin 1918, le ministre prussien de l'Éducation lui décerne le titre de professeur. Plus récemment, Fabricius est président du comité exécutif de la Commission impériale des limes (de) (RLK).

## Travaux (sélection)
- Theophanes von Mytilene und Quintus Dellius als Quellen der Geographie des Strabon. Heitz, Strassburg 1888, 235 S. (Univ., Diss.)
- Das Pfälzische Oberamt Simmern. In: Westdeutsche Zeitschrift für Geschichte und Kunst, 28/1909, S. 70–131. (Digitalisat im Internet Archive)
- Die Herrschaften des Unteren Nahegebietes. (Geschichtlicher Atlas der Rheinprovinz. Erläuterungen 6). Behrendt, Bonn 1914, 110* S. und 668 S. (Digitalisat des Landesbibliothekszentrums Rheinland-Pfalz Koblenz), (Google-Books; eingeschränkte Vorschau)
- Güter-Verzeichnisse und Weistümer der Wild- und Rheingrafschaft. (Trierisches Archiv. Ergänzungsheft 12). Lintz, Trier 1911, 128 S. (Digitalisat des Landesbibliothekszentrums Rheinland-Pfalz Koblenz)
- Die Grafschaft Veldenz. Ein Beitrag zur geschichtlichen Landeskunde des ehemaligen Nahegaus. In: Mitteilungen des Historischen Vereins der Pfalz, 33/1913, S. 1–91 u. 36/1916, S. 1–48.